# Djefatnebti
Djefatnebti (cũng là Djefatnebty) là một nữ hoàng Ai Cập cổ đại. Bà sống ở cuối triều đại thứ 3 và có thể là vợ của vị vua cuối cùng của triều đại đó, Huni.

## Danh tính
Tên của Djefatnebti xuất hiện trong một dòng chữ mực đen duy nhất trên một bình bia bằng đất, được khai quật ở góc phía đông của Elephantine. Tổng cộng ba chữ khắc đã được tìm thấy. Người đầu tiên đề cập đến "năm của những người theo dõi Horus " và sự thành lập của một tòa nhà bị mất do phá hủy. Phần thứ hai đề cập đến "năm của lần thứ hai của những người theo Horus" và "lần thứ 11 đếm-các-cánh-đồng tại Heliopolis ". Cái thứ ba chứa ký hiệu "Vua của Thượng và Hạ Ai Cập xuất hiện", "lần thứ 3 chiến đấu với bọn cướp" và cái chết của Djefatnebti. Kể từ khi "đếm-các-cánh-đồng" được thực hiện như một khoản thu thuế mỗi năm thứ hai, một dòng bia ghi ngày tháng năm cầm quyền thứ 22 của vị vua không tên. Cái chết của Djefatnebti do đó có thể xảy ra ngay trước hoặc ngay sau khi tạo ra dòng chữ.

## Số liệu
Dòng chữ được gán cho Djefatnebti với danh hiệu nữ "Weret-hetes" (có nghĩa là "người vĩ đại trong vương trượng Hetes"), đó là một danh hiệu chung dành cho các nữ hoàng của thời kỳ Vương quốc cũ. Do đó, ít nhất kết luận an toàn rằng Djefatnebti là nữ hoàng của triều đại thứ 3 cuối. Nhà Ai Cập học Günter Dreyer bị thuyết phục, rằng Djefatnebti đã kết hôn với Huni, vì không có vị vua nào của triều đại thứ 3 được chứng minh là đã trị vì lâu hơn 22 năm. Lý thuyết của ông thường không được chấp nhận, bởi vì dòng chữ mực không đề cập đến Huni theo tên.

## Mộ
Nơi chôn cất của Djefatnebti là không rõ.